# Мичуринск
Мичу́ринск (до 1932 года Козло́в) — город в Тамбовской области России, наукоград, расположен на правом берегу реки Лесной Воронеж, в 72 км западнее областного центра города Тамбова. Второй по значению после областного центра промышленный и культурный центр области.
Административный центр Мичуринского района, в который он не входит. Является городом областного значения. Образует городской округ город Мичуринск. Население 87 914 чел. (2025).

## История

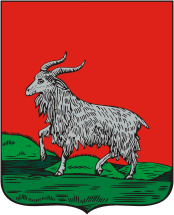
Герб (1781): «козёл белый, поле красное, земля зелёная»

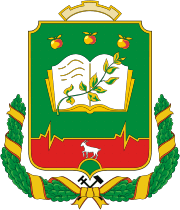
Герб с 2003 года.

Первым поселенцем в этих местах считается отшельник Иосиф, поселившийся здесь в 1627 году. К Иосифу стали стекаться и другие отшельники, которые образовали общину и построили церковь Святой Троицы. В 1635 году община была переименована в Козловский Троицкий монастырь.
Козлов основан на Козлове урочище по государеву указу царя Михаила Фёдоровича, от 5 сентября 1635 года воеводами Иваном Биркиным и Михаилом Спешневым. Именно с Козлова началось строительство крупнейшего фортификационного комплекса России — Белгородской черты. Сразу после возведения Козловской крепости началось строительство козловского участка новой оборонительной черты длиной 90 км вплоть до реки Челновая. Козлов и его участок преграждали Ногайский шлях и его ответвления, по которым осуществлялись набеги кочевников вглубь государства.
В своей «Отписке» воеводы следующим образом описывали вновь основанную крепость … и на Козлове урочище по твоему государеву указу, у бога милости прося… острог, которому быть вместо города, обложили октября в 11 день. А номере, государь, около его триста семьдесят сажень <…> А мост будет на остроге по городовому с обламами, а башни будет две проезжих, да восемь башен глухих, да башня у тайника, да около острогу будет ров… а тайник будет приведён — из башни к реке Воронежу у острожные стены до реки Воронежа двадцать одна сажень, а колодезя государь в городе нам холопам твоим, копать некем, мастеров и снастей колодезных нет… А церковь… обложили во имя пресвятые богородицы честного и славного Покрова Октября в 18 день.
Поначалу крепость собирались строить совсем в другом месте: «И Урляпово городища и иных мест мы… досматривали и окромя, государь, Козлова Урочища, угодьям, водою и полями, и лесом, где городу быть угоже, тово не изыскали места: высоко над Воронежем рекою на горе и тайник (колодец. — Авт.) из города устроить мочно, и в горе многие родники водою от города близко будут… служилых людей испоместить мочно с тысячу человек и больше, а только, государь, тем уездным людям, которые испомещены будут, укажешь ты, государь, служить свою государеву службу с того нового города. И новому городу и украинным городам теми людьми будет помощь и защита от ногайской сакмы великая…»
Топоним «Козлово урочище», в свою очередь, имеет две версии своего происхождения, обе закрепились за местностью ещё в конце XVI столетия. По одной из версий, местность издревле славилась своими пастбищными лугами, на которых водилось много диких козлов. Другая же версия происходит от имени собственного Симеона Козлова — опричника Ивана Грозного и первопоселенца данных краёв.
С января 1647 года до лета 1648 года воеводой в Козлове был Роман Фёдорович Боборыкин. С его деятельностью в городе были связаны два восстания служилых людей. В начале 1650-х годов кремль был расширен, а в 1670-х годах дополнен с северной и западной стороны второй линией обороны — земляным городом.
В 1708 году город приписан к Азовской губернии. С XVIII века Козлов развивался как крупный торговый центр сельскохозяйственного района. Академик Фальк, посетивший Козлов в 1769 году, нашёл, что он был обширнее и многолюднее, нежели Тамбов, но выстроен хуже и его жители занимались более сельскими промыслами, хотя в нём и насчитывалось 1 064 купца. В течение XVIII века его военное значение снизилось и остатки крепостных сооружений были нивелированы в ходе перепланировки города согласно градостроительной реформе Екатерины II. В 1779 году Козлов получил статус уездного города Тамбовского наместничества.
В XIX веке в городе процветала торговля хлебом, скотом, шёлком, сукном, рыбой, солью, имелись и кустарные промыслы. Во второй половине XIX века возникает переработка сельскохозяйственного сырья (мельницы, скотобойни, винокуренный и салотопенные заводы, табачные фабрики, элеватор). К концу века в Козлове было два чугунолитейных завода, колокольный завод, крупные железнодорожные мастерские. Тогда же сложился архитектурный облик Козлова, сохранившийся во многом до настоящего времени.
На 1909 год в уездном городе Тамбовской губернии проживало около 43 000 жителей обоего полу. Функционировало 30 фабрик и заводов, с производством на 1 025 000 рублей, работали мельницы, узловая станция железной дороги и пристанционные железнодорожные мастерские. Производилась огромная отправка хлеба: особенно ржи и пшеничной муки. Существовала существенная торговля мясом (мясными продуктами).
27 ноября (10 декабря) 1917 года после месячного противостояния с городской думой в Козлове установлена советская власть. 6 (19) января 1918 года была расстреляна крупная демонстрация в поддержку Учредительного собрания. 16 июня 1918 года вспыхнуло восстание козловского гарнизона против красных, подавленное латышами. С сентября 1918 года по август 1919 года в городе находился штаб Южного фронта. 22 августа 1919 года после упорного боя Козлов на несколько дней был занят казаками в ходе конного рейда генерала Мамантова, при этом городу во время боев были причинены значительные разрушения.
В 1930 году в состав города включены слободы  Ямская, Полковая и Стрелецкая.
23 февраля 1932 года в честь учёного-селекционера И. В. Мичурина, ещё при его жизни, город Козлов был переименован в Мичуринск.
6 ноября 1957 года первую партию продукции выпустил завод «Прогресс», ставший впоследствии главным промышленным предприятием города.
В 1985 году Мичуринск был награждён орденом «Знак Почёта».

## Население
| 1856     | 1897     | 1913     | 1923     | 1926     | 1931     | 1939     | 1959     | 1962     | 1967     | 1970     |
| -------- | -------- | -------- | -------- | -------- | -------- | -------- | -------- | -------- | -------- | -------- |
| 20 600   | ↗40 297  | ↗45 800  | ↘44 300  | ↗54 250  | ↗62 700  | ↗71 515  | ↗80 653  | ↗85 000  | ↗91 000  | ↗93 623  |
| 1973     | 1975     | 1976     | 1979     | 1982     | 1985     | 1986     | 1987     | 1989     | 1990     | 1991     |
| ↗98 000  | ↗115 000 | ↘99 000  | ↗101 239 | ↗102 000 | ↗117 000 | ↘104 000 | ↘103 000 | ↗109 081 | ↗122 000 | ↘109 000 |
| 1992     | 1993     | 1994     | 1995     | 1996     | 1997     | 1998     | 1999     | 2000     | 2001     | 2002     |
| →109 000 | →109 000 | ↘108 000 | ↗121 000 | →121 000 | ↗123 000 | ↘120 000 | ↗121 800 | ↘120 700 | ↘116 800 | ↘96 093  |
| 2003     | 2005     | 2006     | 2007     | 2008     | 2009     | 2010     | 2011     | 2012     | 2013     | 2014     |
| ↗96 100  | ↘93 100  | ↘91 900  | ↘90 900  | ↘90 200  | ↘89 492  | ↗98 758  | ↗98 800  | ↘97 581  | ↘96 808  | ↘96 606  |
| 2015     | 2016     | 2017     | 2018     | 2019     | 2020     | 2021     | 2025     |          |          |          |
| ↘95 864  | ↘94 741  | ↘93 690  | ↘93 330  | ↘91 623  | ↘90 722  | ↘90 451  | ↘87 914  |          |          |          |

На 1 января 2025 года по численности населения город находился на 189-м месте из 1124 городов Российской Федерации.
Национальный состав
По итогам переписи населения 2020 года проживали следующие национальности (национальности менее 0,1 % и другое, см. в сноске к строке «Другие»):
| Национальность | Численность, чел. | Доля     |
| -------------- | ----------------- | -------- |
| Русские        | 85 540            | 94,57 %  |
| Армяне         | 320               | 0,35 %   |
| Цыгане         | 149               | 0,16 %   |
| Таджики        | 123               | 0,14 %   |
| Узбеки         | 96                | 0,11 %   |
| Другие         | 4223              | 4,67 %   |
| Итого          | 90 451            | 100,00 % |

## Климат
Климат Мичуринска умеренно континентальный, с умеренно-морозной, снежной зимой и тёплым, достаточно влажным летом, типичный для Черноземья.
| Показатель                    | Янв.  | Фев.  | Март | Апр. | Май  | Июнь | Июль | Авг. | Сен. | Окт. | Нояб. | Дек. | Год |
| ----------------------------- | ----- | ----- | ---- | ---- | ---- | ---- | ---- | ---- | ---- | ---- | ----- | ---- | --- |
| Средний суточный максимум, °C | −7,3  | −6,7  | −0,3 | 11,7 | 20,1 | 24,2 | 25,8 | 24,6 | 18,3 | 9,1  | 1,3   | −4,7 | 9,7 |
| Средняя температура, °C       | −9,5  | −9,3  | −3,8 | 6,5  | 14,4 | 18,3 | 20,2 | 18,7 | 12,6 | 5,3  | −1,5  | −6,5 | 5,5 |
| Средний суточный минимум, °C  | −12,6 | −12,5 | −7,4 | 1,9  | 8,8  | 12,7 | 14,7 | 13,2 | 7,8  | 2    | −4,2  | −9,3 | 1,3 |
| Норма осадков, мм             | 40    | 31    | 32   | 35   | 53   | 58   | 68   | 58   | 54   | 50   | 44    | 42   | 565 |
| Источник: , Метеоинфо         |       |       |      |      |      |      |      |      |      |      |       |      |     |

## Наукоград

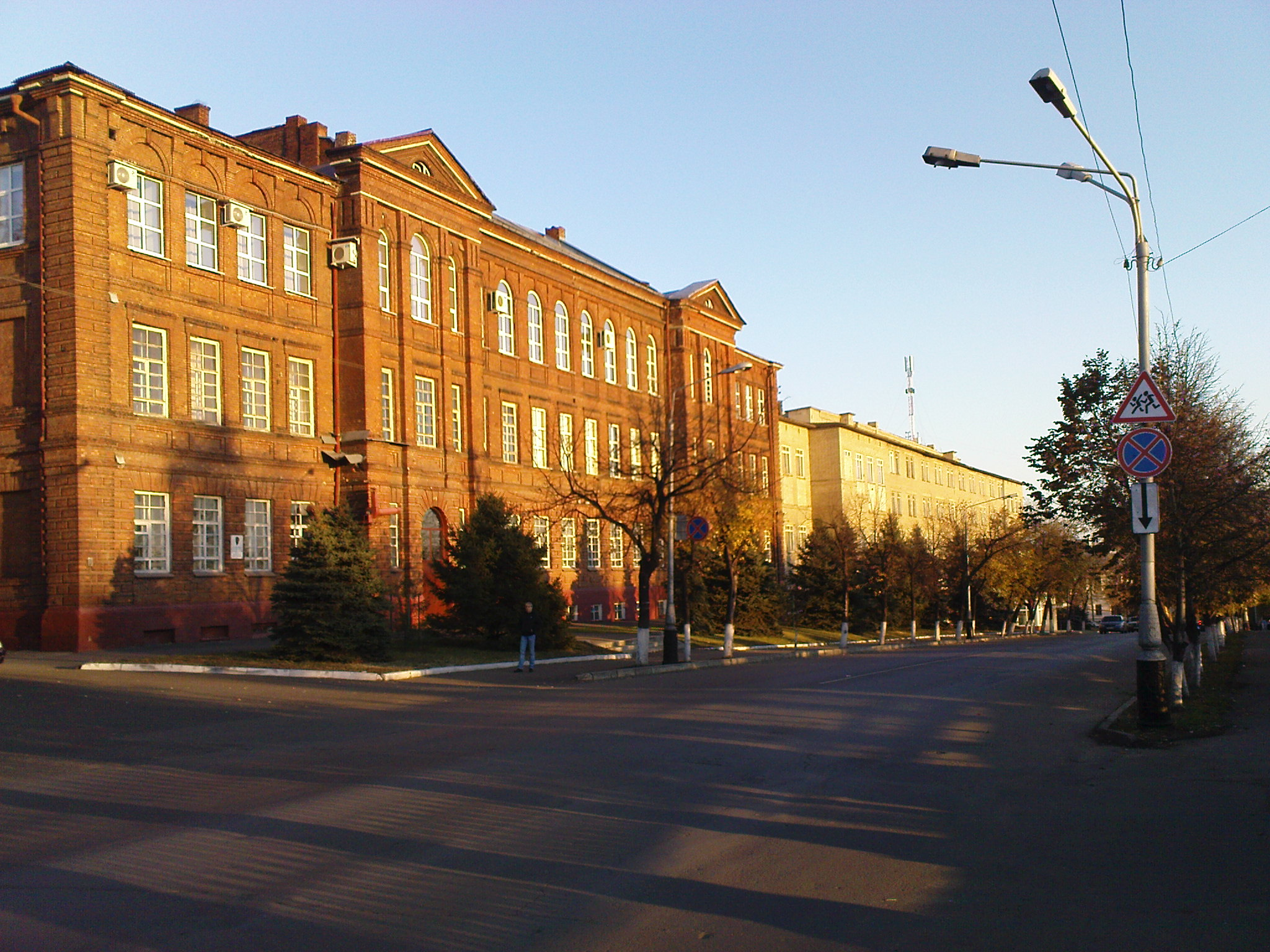
Мичуринский государственный аграрный университет

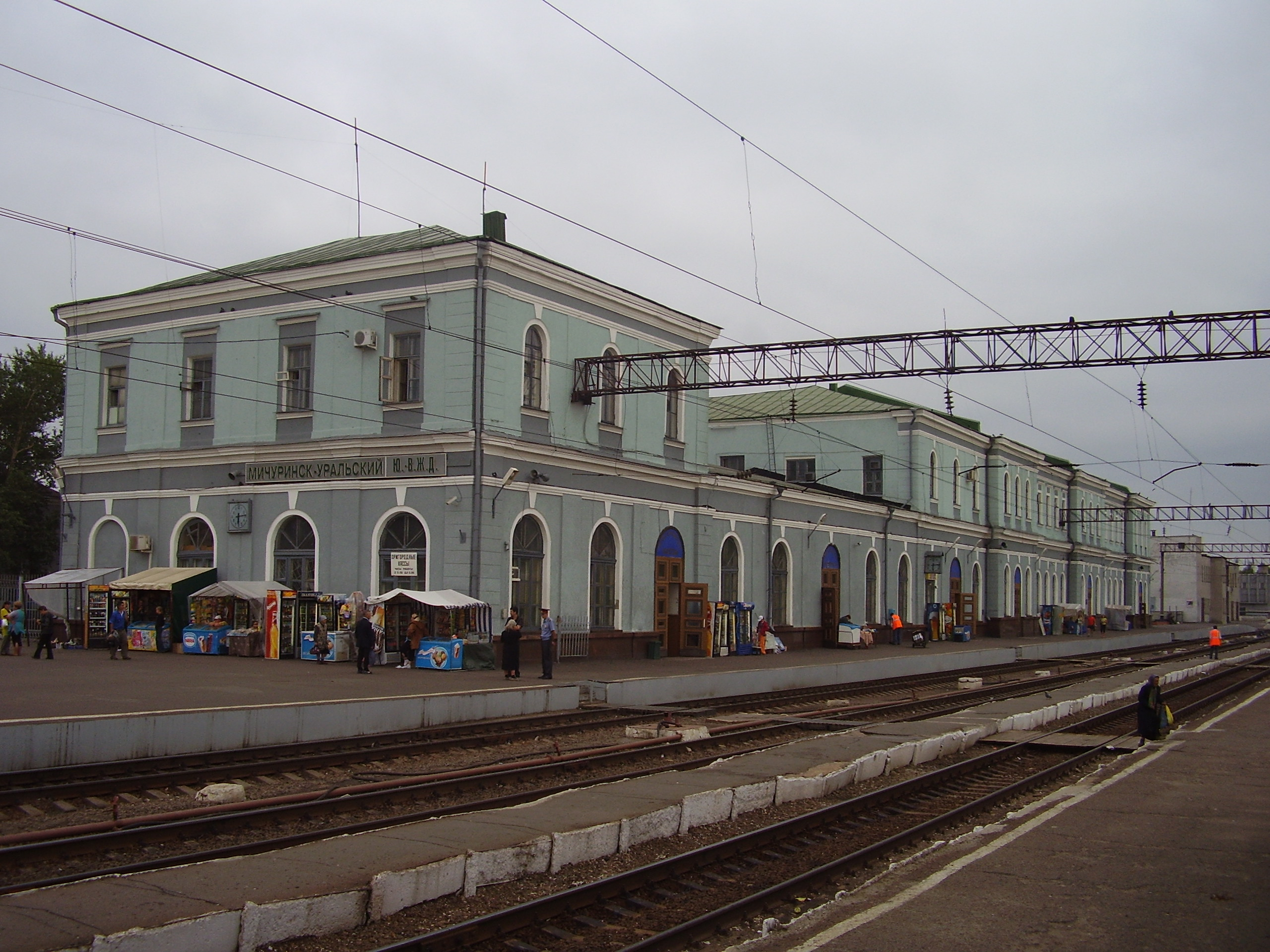
Вокзал Мичуринск-Уральский

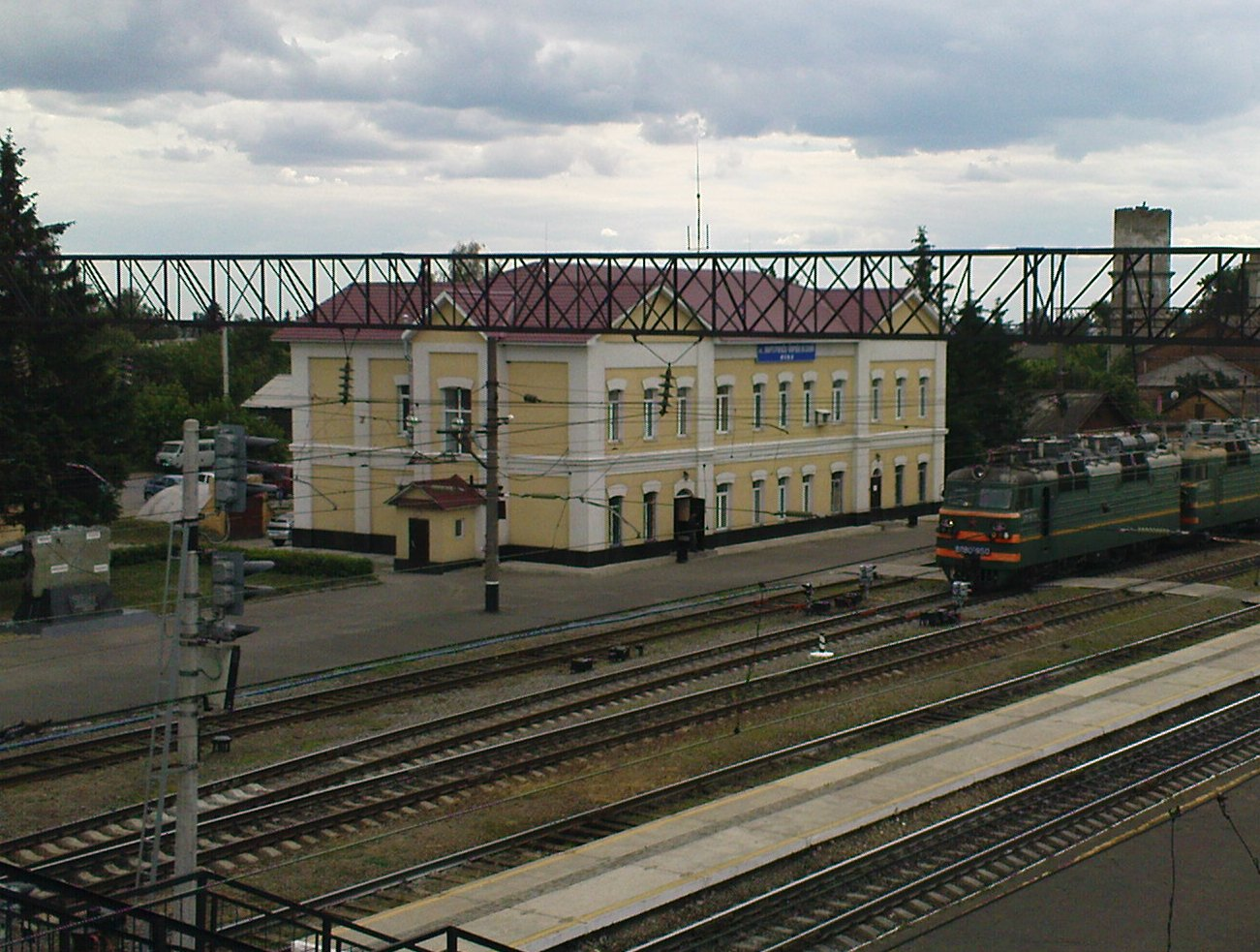
Вокзал Мичуринск-Воронежский

Мичуринск — общероссийский центр садоводства, в городе расположены ВНИИ садоводства имени И. В. Мичурина, Всероссийский научно-исследовательский институт генетики и селекции плодовых растений имени И. В. Мичурина (бывшая Центральная генетическая лаборатория имени И. В. Мичурина (ЦГЛ), Мичуринский государственный аграрный университет, Мичуринский государственный педагогический институт (осенью 2011 г. присоединён к аграрному университету). Кроме того, в городе имеются краеведческий музей, музей-усадьба А. М. Герасимова, выставочный зал, драматический театр. В Мичуринске располагаются редакции двух городских газет: «Мичуринская правда», «Мичуринская мысль» и редакция районной газеты «Наше слово».

ВНИИС им. Мичурина

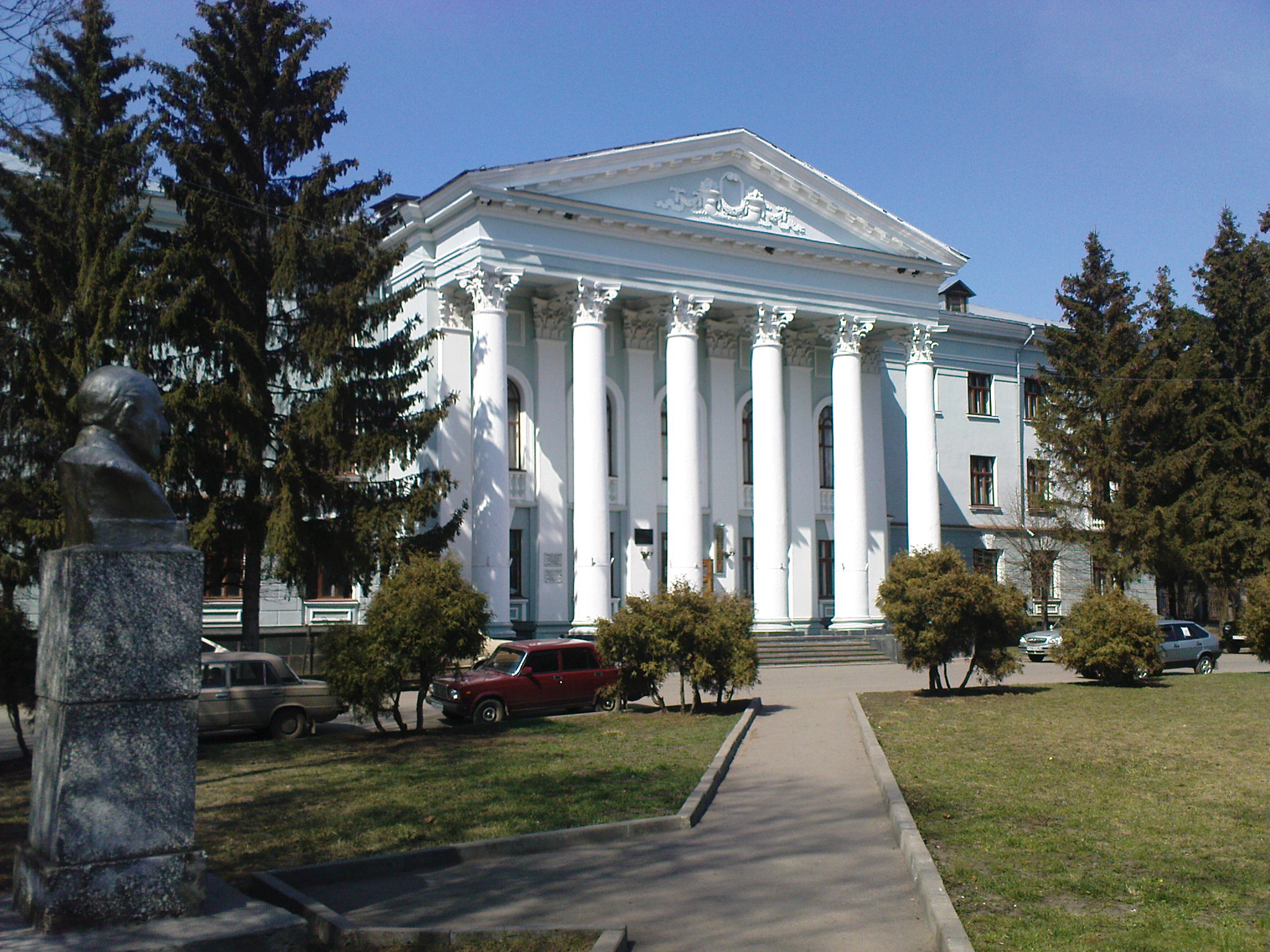
ВНИИГиСПР им. Мичурина

Указом Президента Российской Федерации от 4 ноября 2003 года № 1306 «О присвоении статуса наукограда Российской Федерации г. Мичуринску Тамбовской области» первому и единственному в России наукограду в агропромышленном комплексе утверждены основные направления научной, научно-технической и инновационной деятельности, экспериментальных разработок, испытаний и подготовки кадров, являющиеся приоритетными для Мичуринска — наукограда РФ:
- фундаментальные исследования в области генетики, селекции, биотехнологии, физиологии, биохимии, экологии плодовых, ягодных и овощных культур, выявления механизмов стабилизации устойчивости и продуктивности садовых и овощных агроэкосистем;
- разработка экспериментальных, экологически безопасных технологий производства, длительного хранения, транспортировки и переработки плодоовощной продукции с высоким содержанием биологически активных веществ;
- научно-техническая инновационная деятельность, экспериментальные разработки и испытания в области производства технических средств, получения экологически чистого сырья, новых видов продуктов питания оздоровительного, лечебно-профилактического, функционального и другого назначения; подготовка кадров для работы в агропромышленном комплексе, в областях научной, гуманитарной и инновационной деятельности.

Председателем научно-технического совета города Мичуринска-наукограда РФ избран Гудковский Владимир Александрович.
В 2010 году администрация Тамбовской области и администрация Мичуринска-наукограда выступили с инициативой создания в Мичуринске агротехнопарка, создание которого было закреплено Распоряжением Правительства Российской федерации от 27 декабря 2010 года № 2393-р. Проект «Зелёной долины» ориентируется как на сферу переработки сельскохозяйственного сырья непосредственно на предприятиях агротехнопарка, так и на его выращивание. Предполагается производить растительную пищу для здорового питания с заранее заданными свойствами на уровне генетики, переработки, упаковки.

## Транспорт
Мичуринский железнодорожный узел является важнейшим узлом Юго-Восточной железной дороги, в городе расположены станции: Мичуринск-Уральский, Мичуринск-Воронежский, Кочетовка, Турмасово, пост Каменка.
Действует сеть городских и пригородных автобусных маршрутов. Из них 15 городских маршрутов, источник https://xn----etbdybuabco.xn--p1ai/michurinsk/
В 9 километрах от центра расположен военный аэродром.
Через город проходят федеральная автодорога Р-22 «Каспий», региональная автодорога Мичуринск — Тамбов.

## Промышленность
- Мичуринский локомотиворемонтный завод;
- ПАО Мичуринский завод «Прогресс»;
- Моторвагонное депо «Мичуринск» (ТЧЭ-11) Юго-Восточной железной дороги ОАО «РЖД».
- Мичуринский автобусный (авторемонтный) завод. Обанкрочен и закрылся в 2010 году.

## Культура

### Театры
- Мичуринский драматический театр

Мичуринский драматический театр

Открытие театра в городе состоялось в 1897 году на средства купцов Злобиных в перестроенном здании их табачной фабрики. Новое здание театра на Питейной (Гоголевской) улице было построено в 1913 году взамен сгоревшего в 1909 году прежнего. Театр принимал известных мастеров-постановщиков и актеров столичных театров, таких как: Братья Адельгейм, Павел Орленев, Мамонт Дальский, труппа под руководством Н. Собольщикова-Самарина. На сцене театра выступали писатель Иван Бунин и драматург Чириков. В театре семь лет (1918—1925) художником-декоратором работал будущий Президент Академии художеств СССР А. М. Герасимов. В 1981 году за спектакль по современной пьесе И. Гладких «Белый пожар» театру присуждена Государственная премия РСФСР им. К. С. Станиславского (впервые среди малых городов России). Театр — неоднократный участник международных и региональных фестивалей.

### Кинотеатры
- Кинотеатр «Октябрь»

Кинотеатр построен в 1939 году по проекту архитектора В.Калмыкова. Здание кинотеатра является украшением города благодаря своему неповторимому облику с уникальной формой и скульптурной группой. Имеет три кинозала для показа фильмов в 3D, оформлен и оборудован с учетом последних требований к дизайну и комфорту.

### Фестивальные площадки, выставки
В Мичуринске с 2005 года проводится Всероссийская выставка «День садовода», участниками которой являются ученые, производственники, руководители и ведущие специалисты садоводческих и питомниководческих хозяйств, садоводы-любители из разных уголков России и из-за рубежа. На выставке демонстрируются последние достижения отрасли, происходит знакомство с новыми технологиями в садоводстве, обмен производственным и научным опытом, привлечение инвестиций.
Уже многие годы в городе проводится региональный фестиваль авторской туристской песни памяти Ирины Константиновны Беляевой — педагога Станции юных туристов, трагически погибшей в одном из походов в 1998 году. Из скромного культурного мероприятия, впервые организованного в 1999 году, фестиваль вырос до уровня городского праздника туристов.

### Музеи
- Мичуринский краеведческий музей (Советская ул., д. 297г)

Мичуринский краеведческий музей, созданный по инициативе художника С. И. Криволуцкого как художественно-промышленный музей, является одним из старейших культурных центров города. Первая выставка предметов для музея прошла в феврале 1904 года в зале коммерческого училища. За свою историю музей сменил не одно название и пережил неоднократную смену места хранения и показа экспонатов. В марте 1992 года краеведческий музей переехал из здания Ильинской церкви в здание бывшего дома политического просвещения, находящемся в центре города (в доме № 297-г по улице Советской). Здание это было построено на средства купца Стрельникова в 1905 году. Музей открылся для посетителей в сентябре 1994 года и был представлен двумя отделами — отделом истории Козлова XVII—XVIII веков и художественным отделом, в котором экспонировалась выставка произведений А. В. Платицина. Музей имеет богатую экспозицию, расположенную в залах: воинской славы, истории города Козлова-Мичуринска, природы, истории православия, Великой Отечественной войны, почетных граждан г. Мичуринска, и регулярно проводит различные выставки.
- Литературно-музыкальный музей (дом князей Голицыных) (ул. Гагарина, д. 4а)

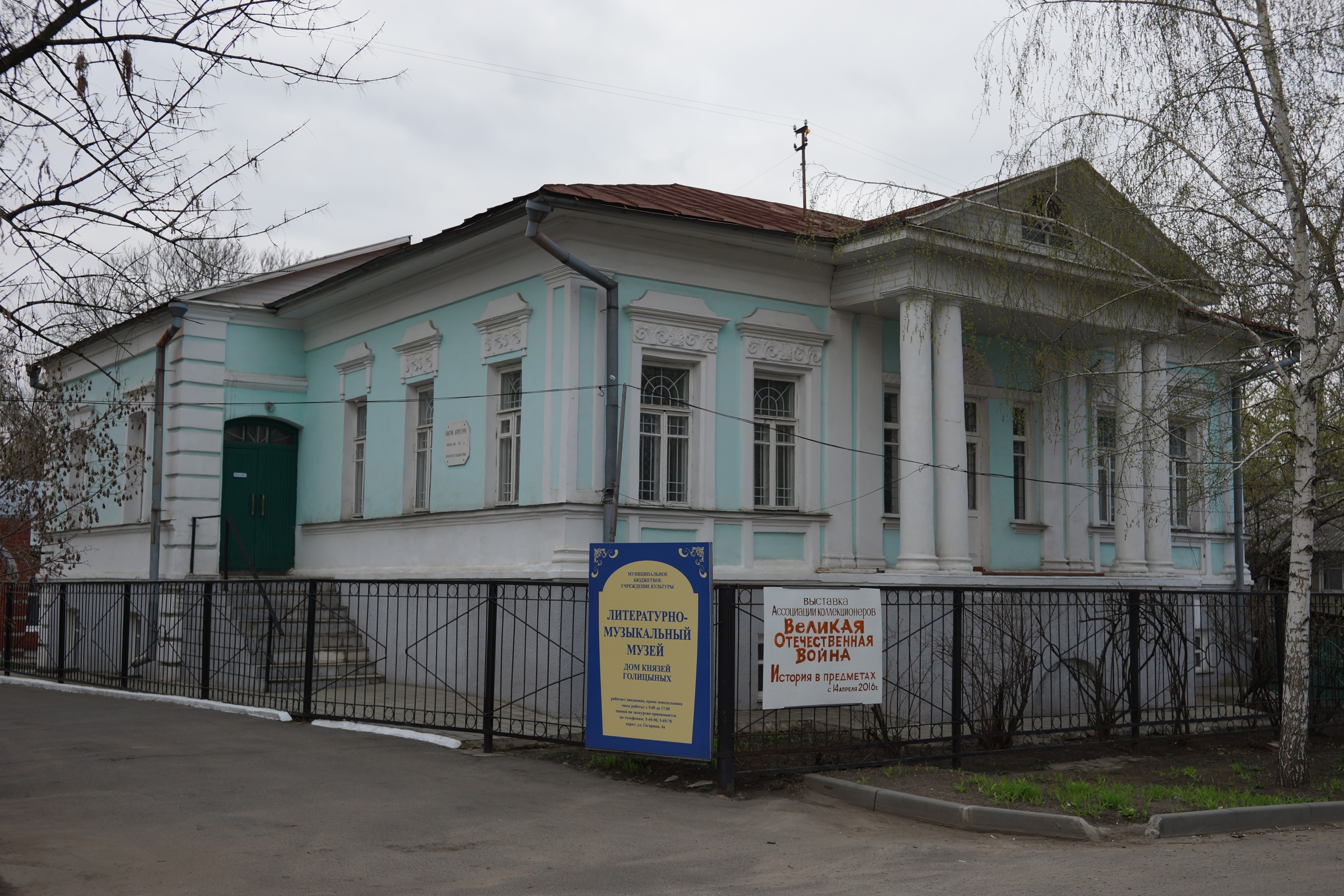
Литературно-музыкальный музей (Дом князей Голицыных)

В июне 1982 г. в газете «Мичуринская правда» было опубликовано письмо о необходимости создания в городе литературно-музыкального музея с указанием одного из возможных адресов — дома князей Голицыных. Автором письма, которое было подписано видными творческими людьми Мичуринска, был профессор, доктор сельскохозяйственных наук Е. С. Черненко. В 1991 году началась реставрация здания с одновременным сбором коллекции, которая легла затем в основу экспозиции. Открытие литературно-музыкального музея (дома князей Голицыных) состоялось 25 июня 1995 года. Музей имеет богатую коллекцию, рассказывающую о бывших хозяевах особняка, о литературных и музыкальных традициях Мичуринска (бывшего Козлова) и Тамбовской области. Редчайшим экспонатом среди множества музыкальных инструментов, представленных в музее, является фортепиано «Вильгельм Бизе» 1771 года, которое, по некоторым сведениям, сохранилось здесь от хозяев дома. В старинном особняке князей Голицыных устраиваются выставки, проводятся выступления артистов и юных дарований, а также здесь проходит ежегодный купеческий вечер.
- Музей-усадьба А. М. Герасимова (ул. Герасимова, д. 88)

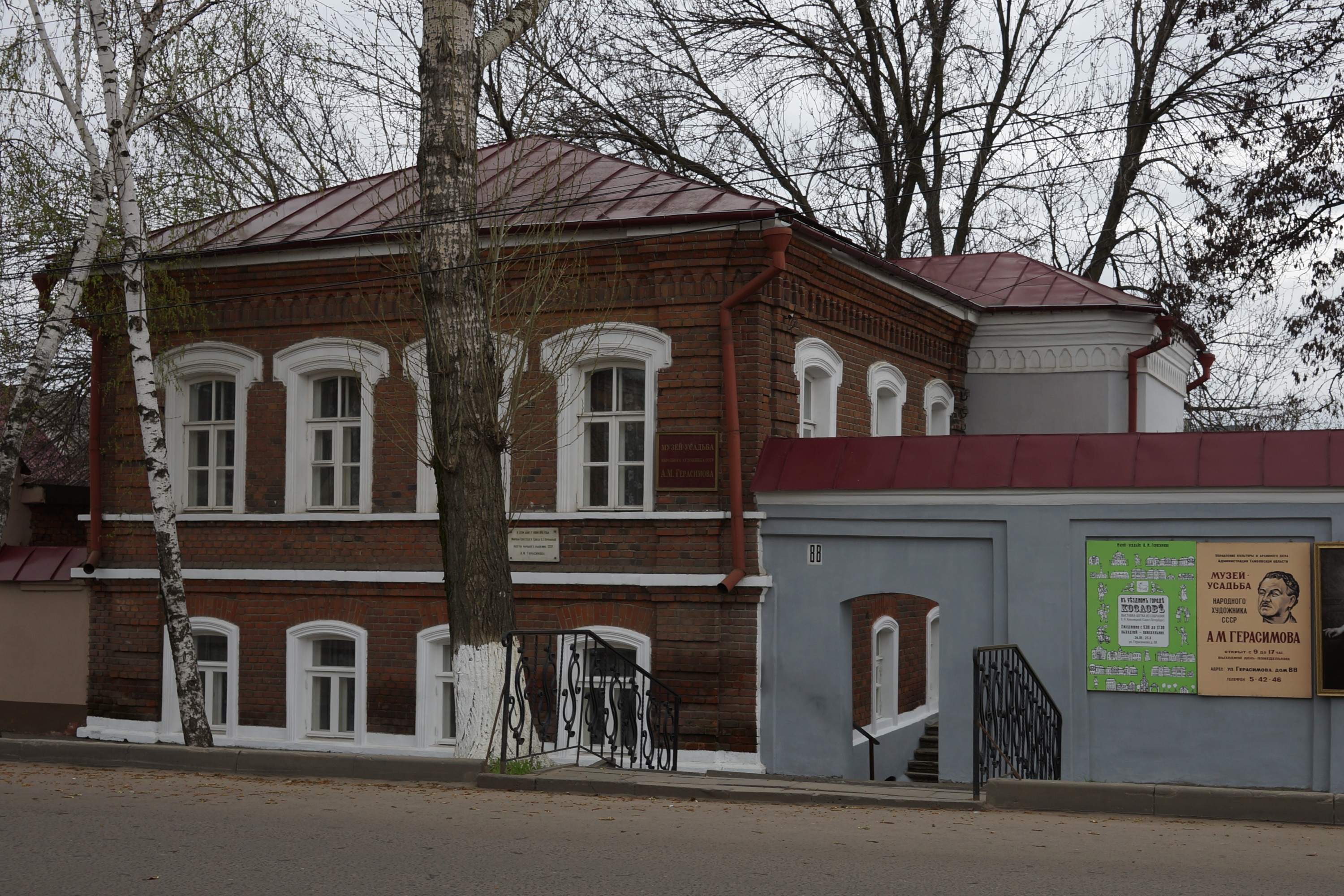
Музей-усадьба А. М. Герасимова

Мемориальный музей-усадьба народного художника СССР А. М. Герасимова был открыт 15 марта 1977 года. Помимо дома он включает дворовые постройки — каретный сарай и амбар, в котором после 1930 года размещалась мастерская художника. На территории усадьбы, рядом с мастерской, находится терраса, на которой Александр Михайлович любил работать. В музее собраны подлинные вещи семьи Герасимова — мебель, документы и фотографии, отражающие весь жизненный путь художника.
В 1981 году к 100-летию со дня рождения А. М. Герасимова был построен выставочный зал, где экспонируется самая большая коллекция произведений художника.
- Дом-музей И. В. Мичурина (на территории питомника)

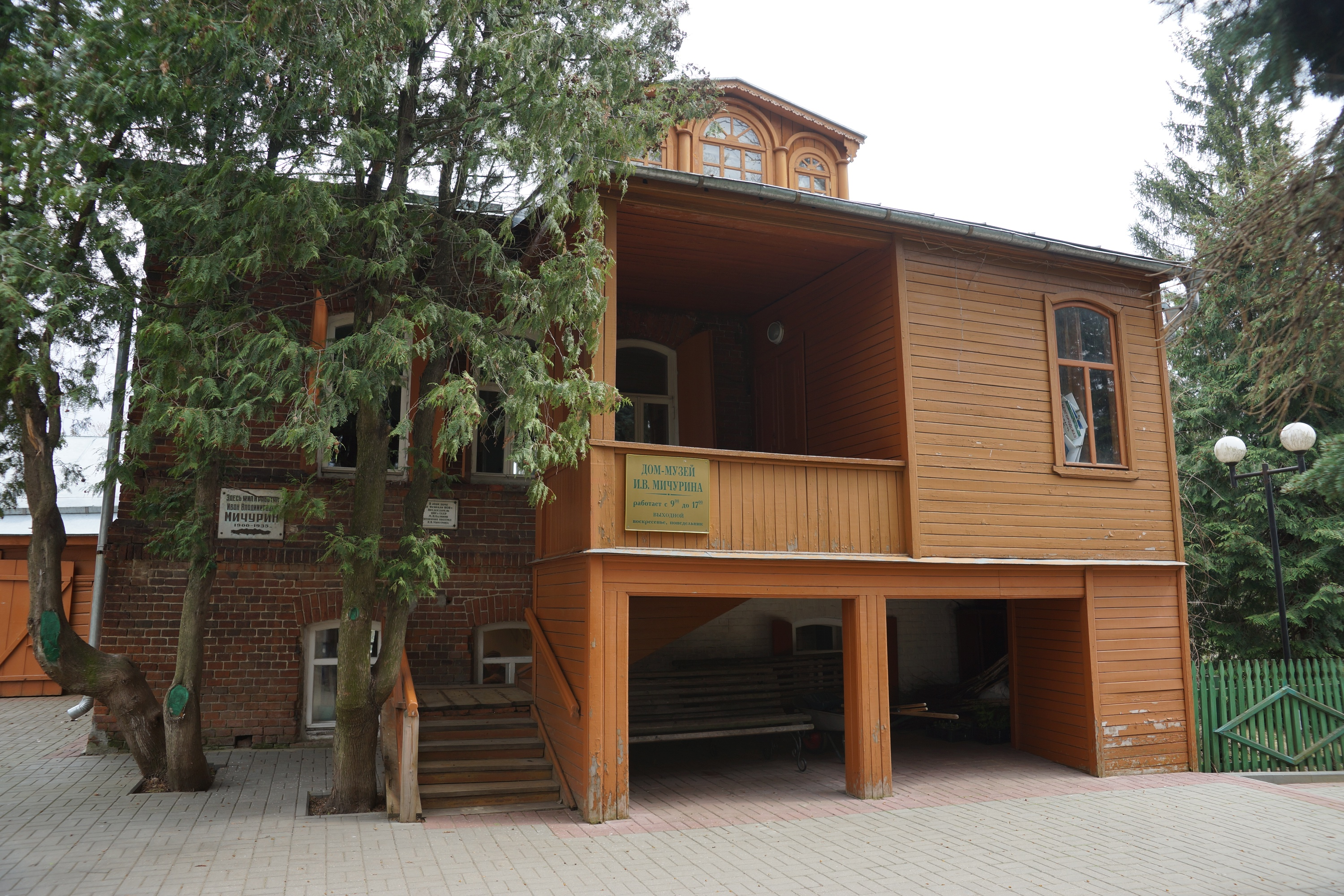
Дом-музей И. В. Мичурина

Музей основан в 1941 году в доме, где И. В. Мичурин жил и работал с 1900 по 1935 год. Это двухэтажное кирпичное здание c деревянной верандой, которое было построено в 1899—1900 годы. И. В. Мичурин в своем доме принимал видных государственных деятелей и ученых, известных поэтов и писателей. Экспозиция дома-музея состоит из личных вещей, книг, фотографий и документов ученого. Дом-музей располагается на территории питомника и находится под ведомством Всероссийского НИИ генетики и селекции плодовых растений им. И. В. Мичурина.
- Музей достижений мичуринской науки (филиал Мичуринского краеведческого музея) (на территории питомника)

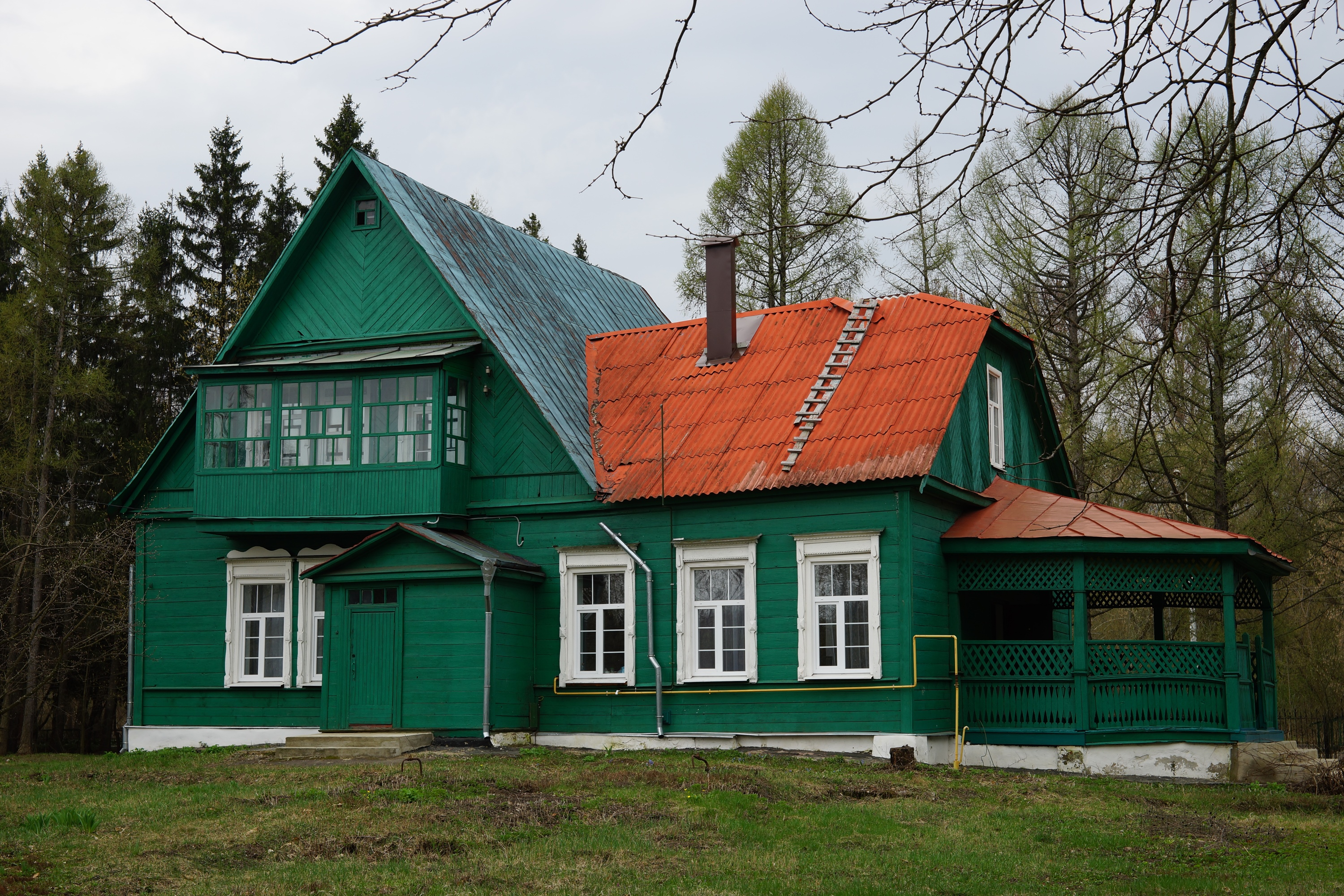
Музей достижений мичуринской науки (филиал Мичуринского краеведческого музея)

В октябре 2015 года открылся филиал Мичуринского краеведческого музея — Музей достижений мичуринской науки, в двухэтажном деревянном здании на территории дома-музея И. В. Мичурина, где с 1952 до 1957 года жил известный учёный, ученик и последователь И. В. Мичурина, академик РАСХН П. Н. Яковлев.

## Достопримечательности

### Здания и сооружения
- Боголюбский кафедральный собор — памятник архитектуры федерального значения, храмовое сооружение второй половины XIX века.
- Церковь Илии-пророка — храмовое сооружение второй половины XVIII века.
- Церковь во имя иконы Божией Матери «Всех Скорбящих Радость» — храмовое сооружение начала XIX века.
- Комплекс зданий бывшего Козловского Боголюбского женского монастыря второй половины XIX века.

### Памятники, скульптурные композиции
- Памятник Владимиру Зельдину, открыт в сквере у гостиницы «Мичуринск» на улице Революционной в 2019 году[57].
- Памятник Серафиму Саровскому, открыт в сквере на пересечении улиц Тамбовская и Интернациональная в 2019 году[58].
- Памятник И. В. Мичурину на территории Основного питомника, открыт в 1939 году.

### Места отдыха
Мичуринский парк культуры и отдыха является уникальным памятником садово-паркового искусства XIX века, со старинными вазонами и архитектурными сооружениями, чугунной кованой оградой. Парк был основан как общественный сад 170 лет назад в 1847 году, по личному указу императора Николая I, но в существующих границах Парк был обустроен в 1885 году. В дореволюционном Козлове в городском парке часто играл духовой оркестр под руководством капельмейстера, Михаила Евгеньевича Зельдина.

## В культуре
В Мичуринске снимался художественный фильм «Мичурин» («Жизнь в цвету») о жизни Ивана Владимировича Мичурина (реж. А. Довженко, 1949 год).

## Города-партнёры
- Мунстер (нем. Munster), Германия[60].

## Известные уроженцы
- Владимир Беляев (1944) — волейболист, олимпийский чемпион 1968 года
- Сергей Брюхоненко (1890—1960) — доктор медицинских наук, изобретатель автожектора
- Александр Герасимов (1881—1963) — художник-живописец, народный художник СССР, лауреат четырех Сталинских премий, первый президент Академии художеств СССР
- Владимир Зельдин (1915—2016) — народный артист СССР, лауреат Сталинской премии, полный кавалер ордена «За заслуги перед Отечеством»
- Аркадий Зенякин (1915—1990) — оператор, режиссёр и сценарист неигрового кино
- Александр Милюков (1816—1897) — писатель, литературный критик, журналист, фактический руководитель журнала «Светоч»
- Сергей Петров (1905—1988) — литературовед, критик, доктор филологических наук, профессор
- Наталья Синдеева (1971) — медиаменеджер, иностранный агент

## Галерея

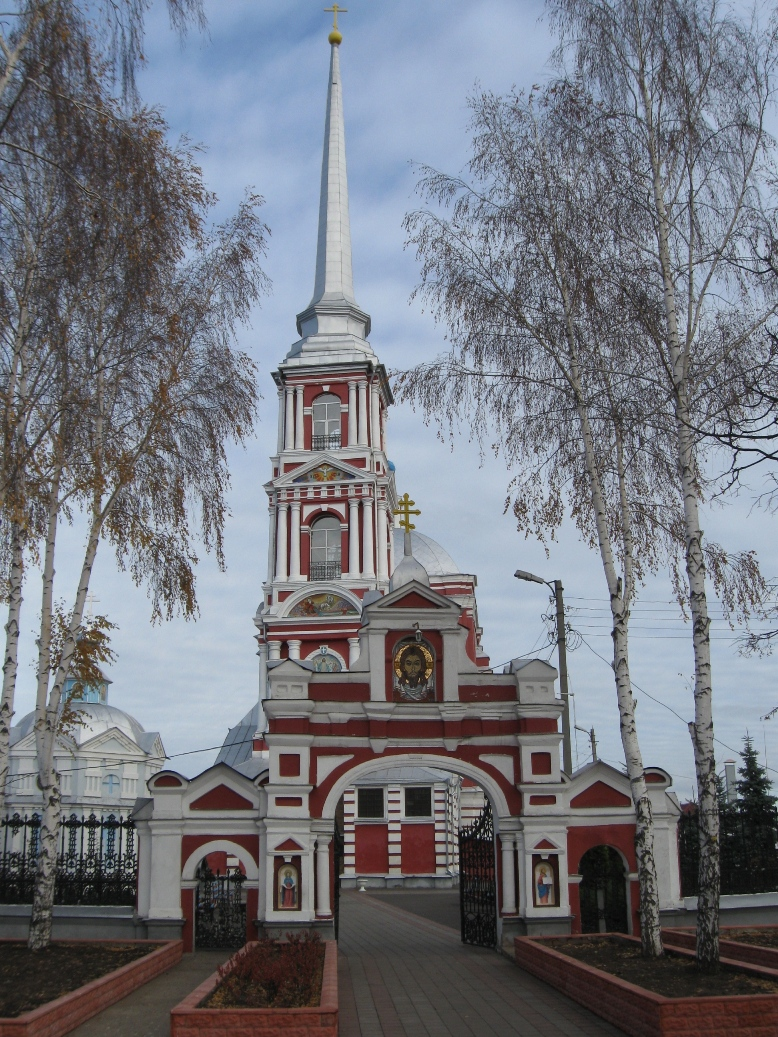
Ильинский храм
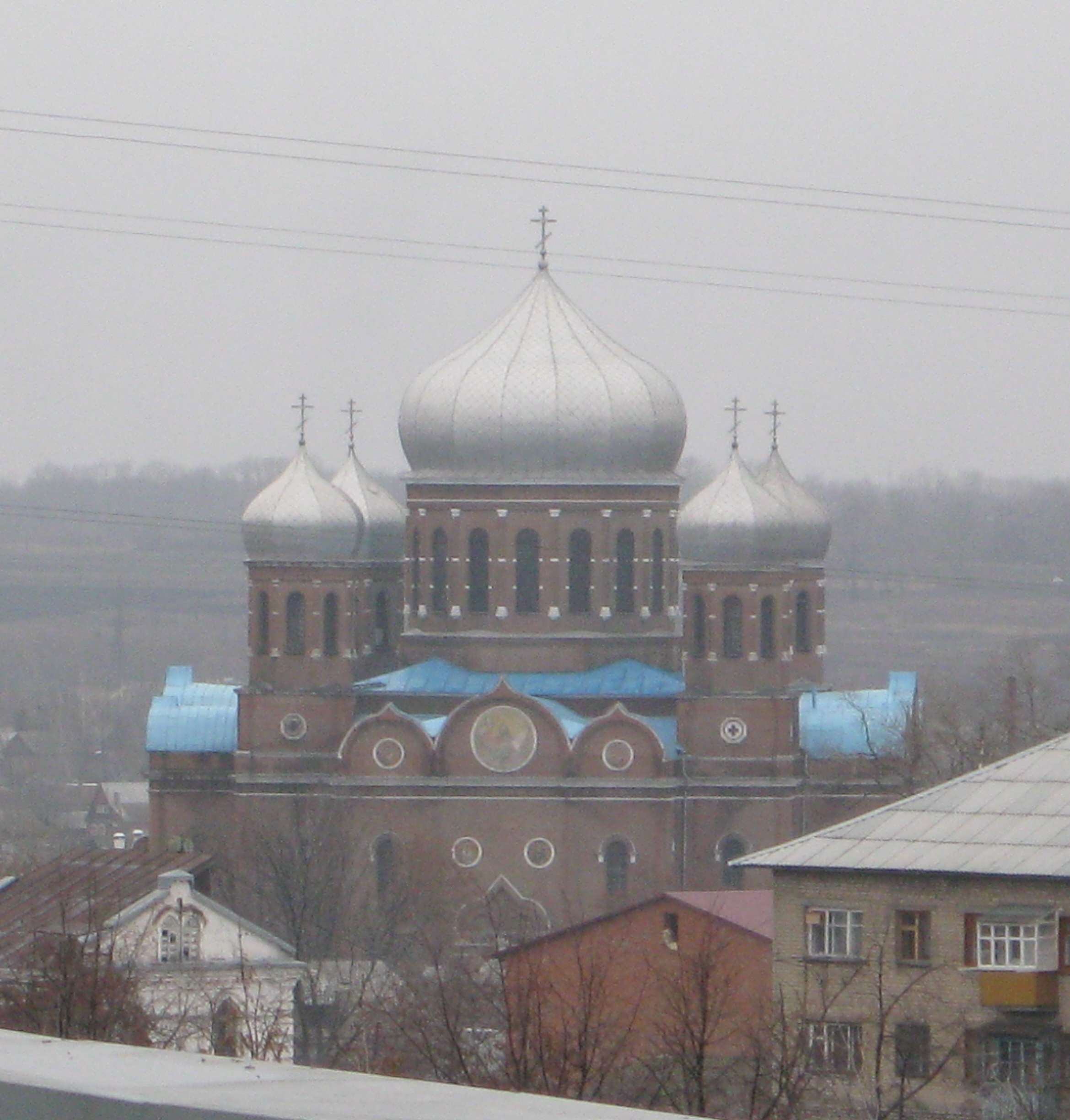
Боголюбский кафедральный собор
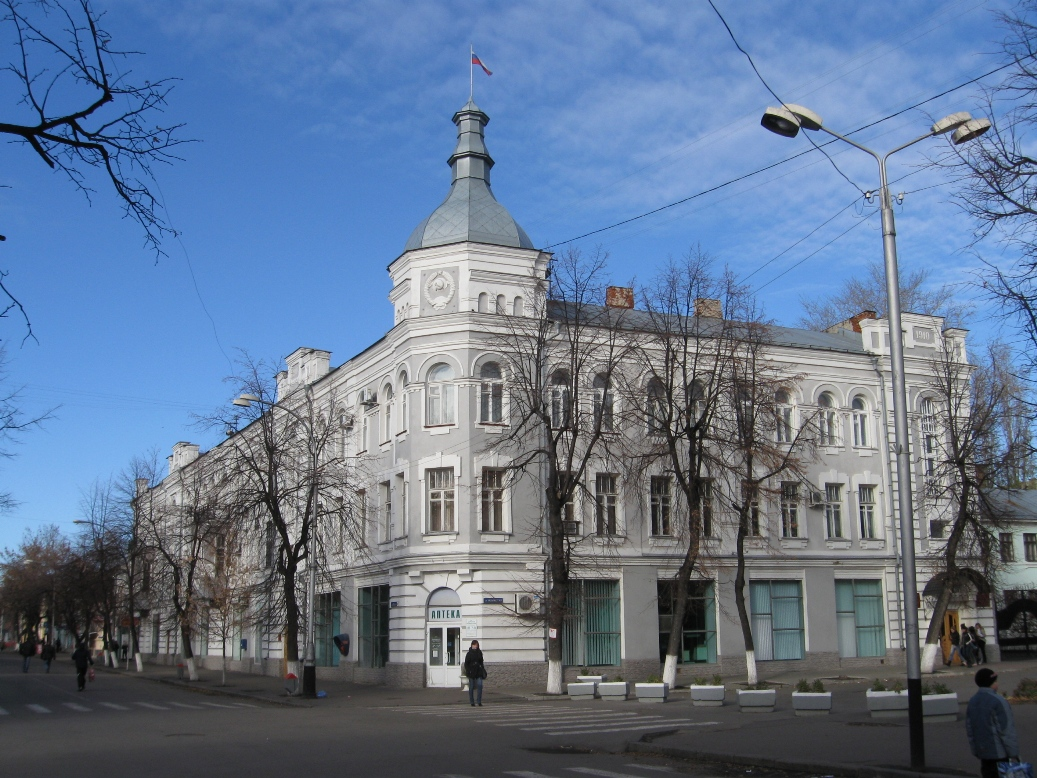
Администрация г. Мичуринска
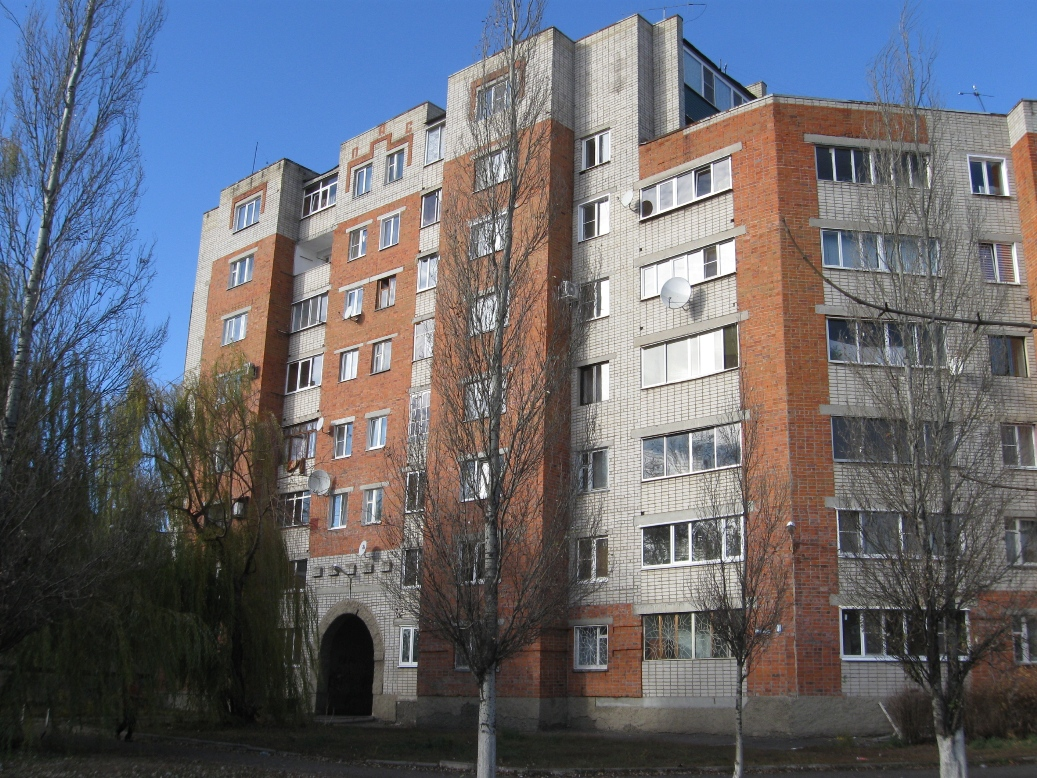
ул. Украинская
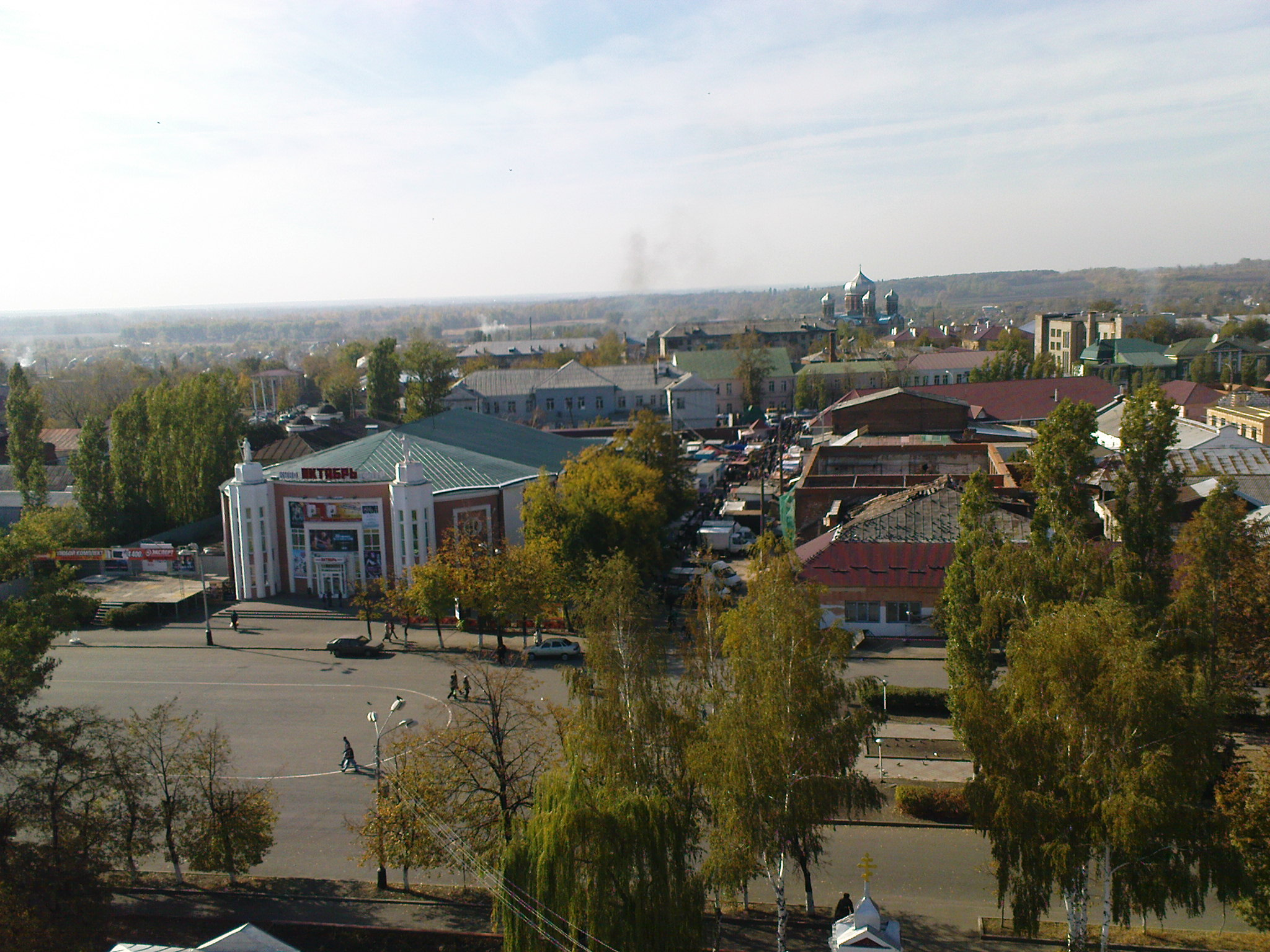
Вид на кинотеатр «Октябрь» и пл. Мичурина с колокольни Ильинского храма
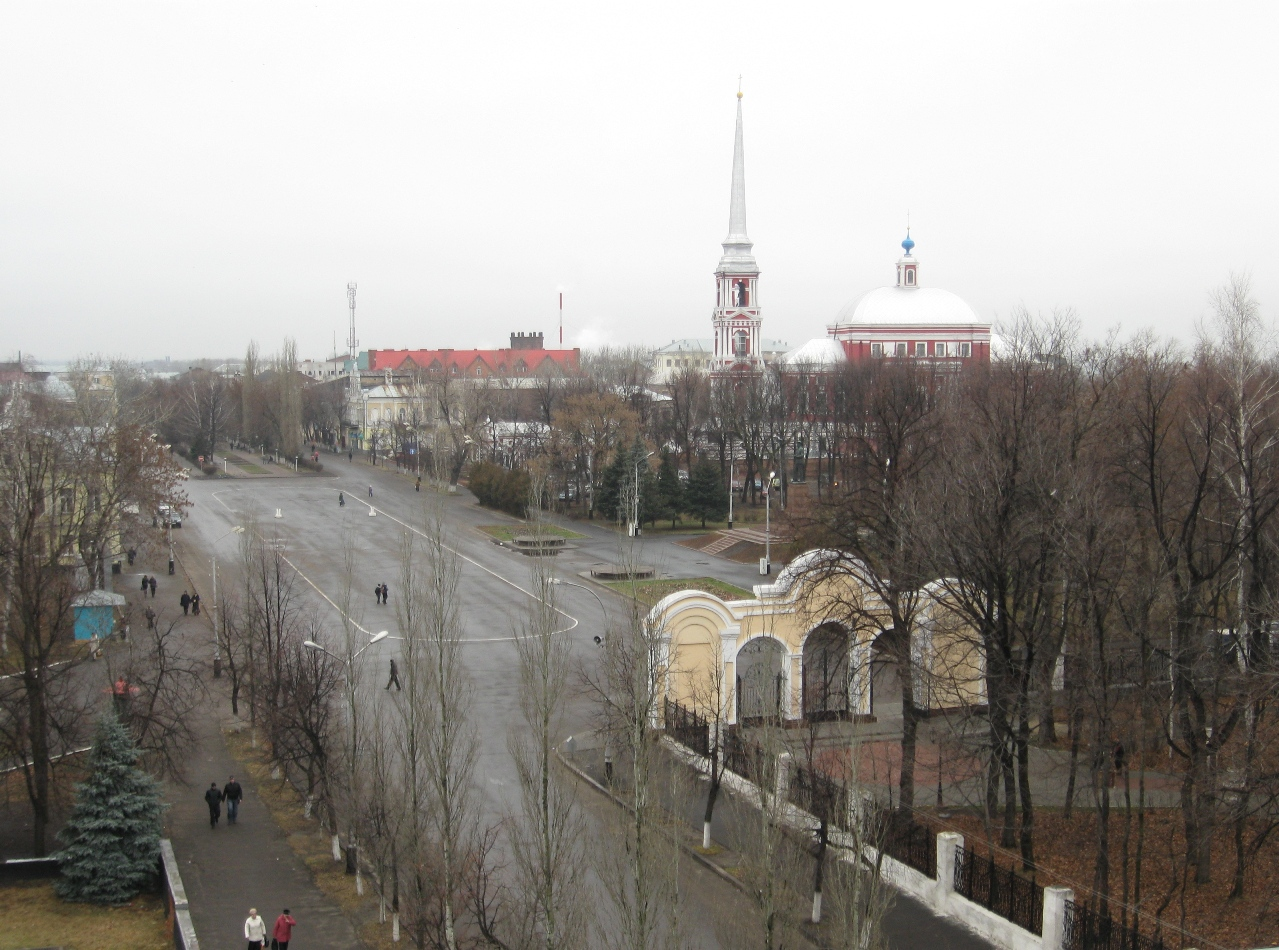
Площадь Мичурина
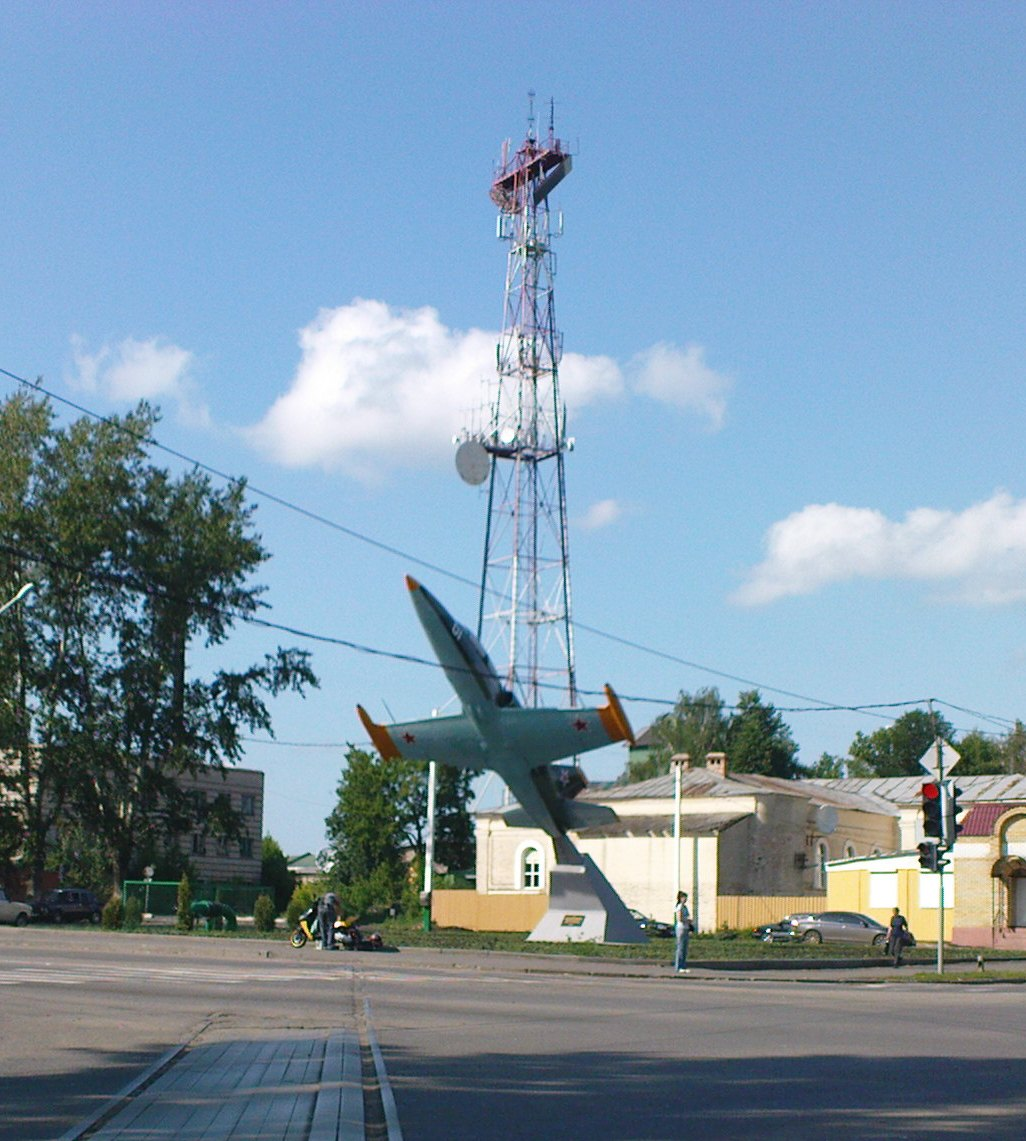
Памятник самолёту L39 на площади Славы
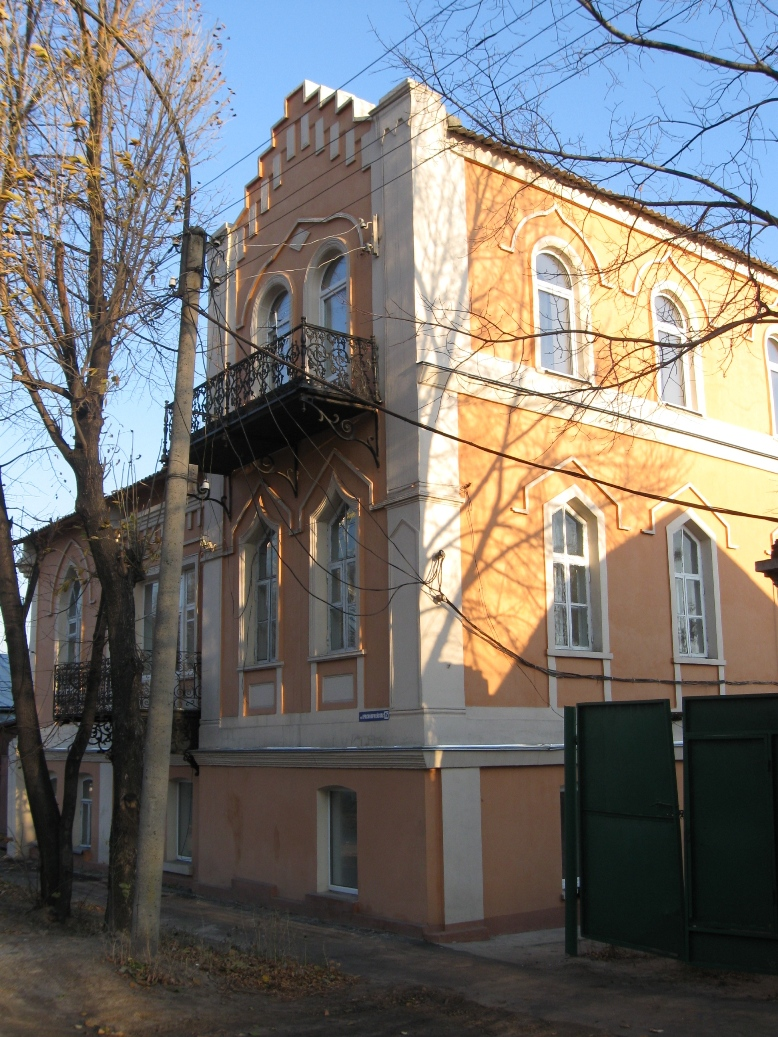
Старинный дом на ул. Красноармейской
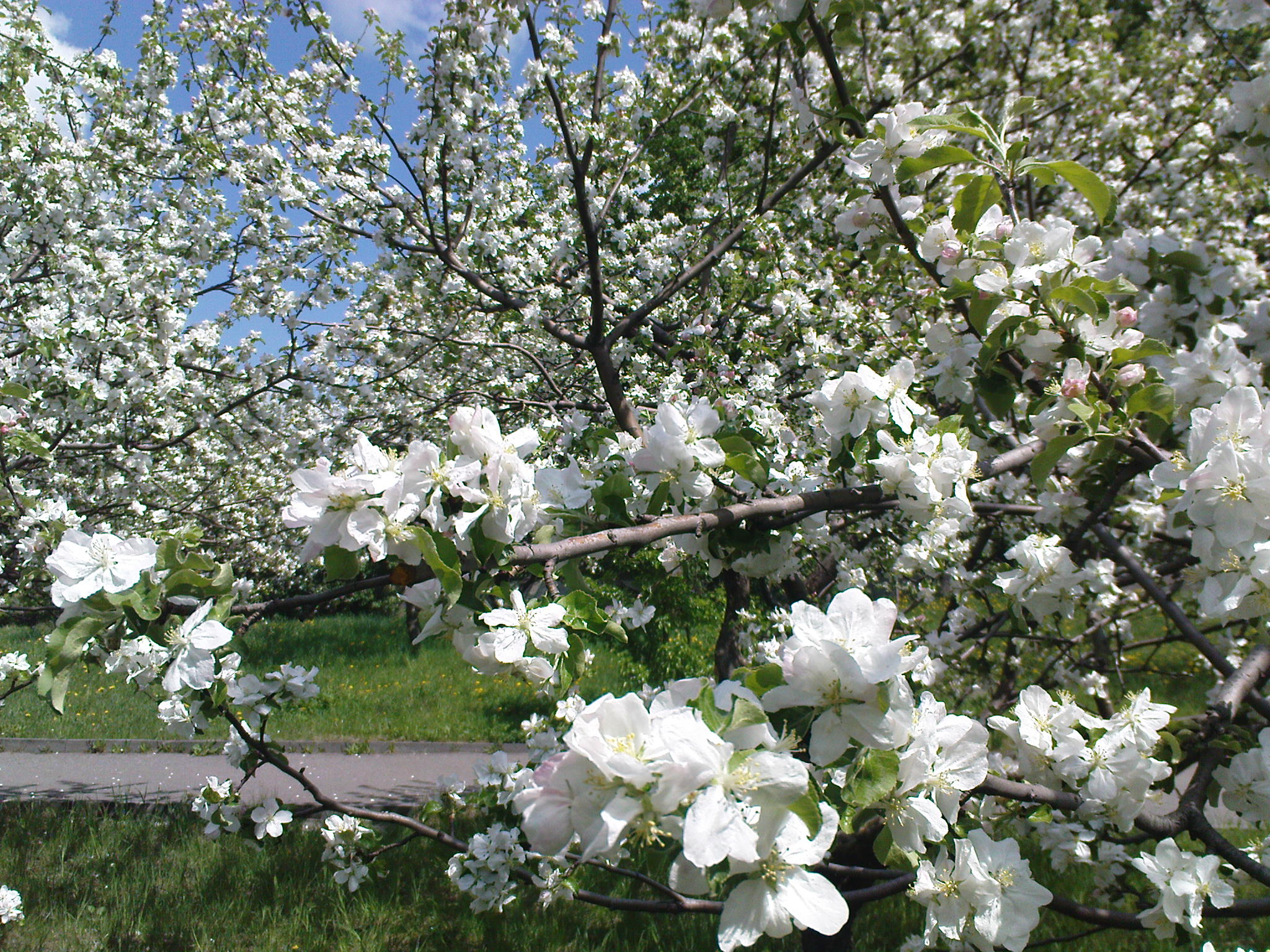
Цветущий яблоневый сад
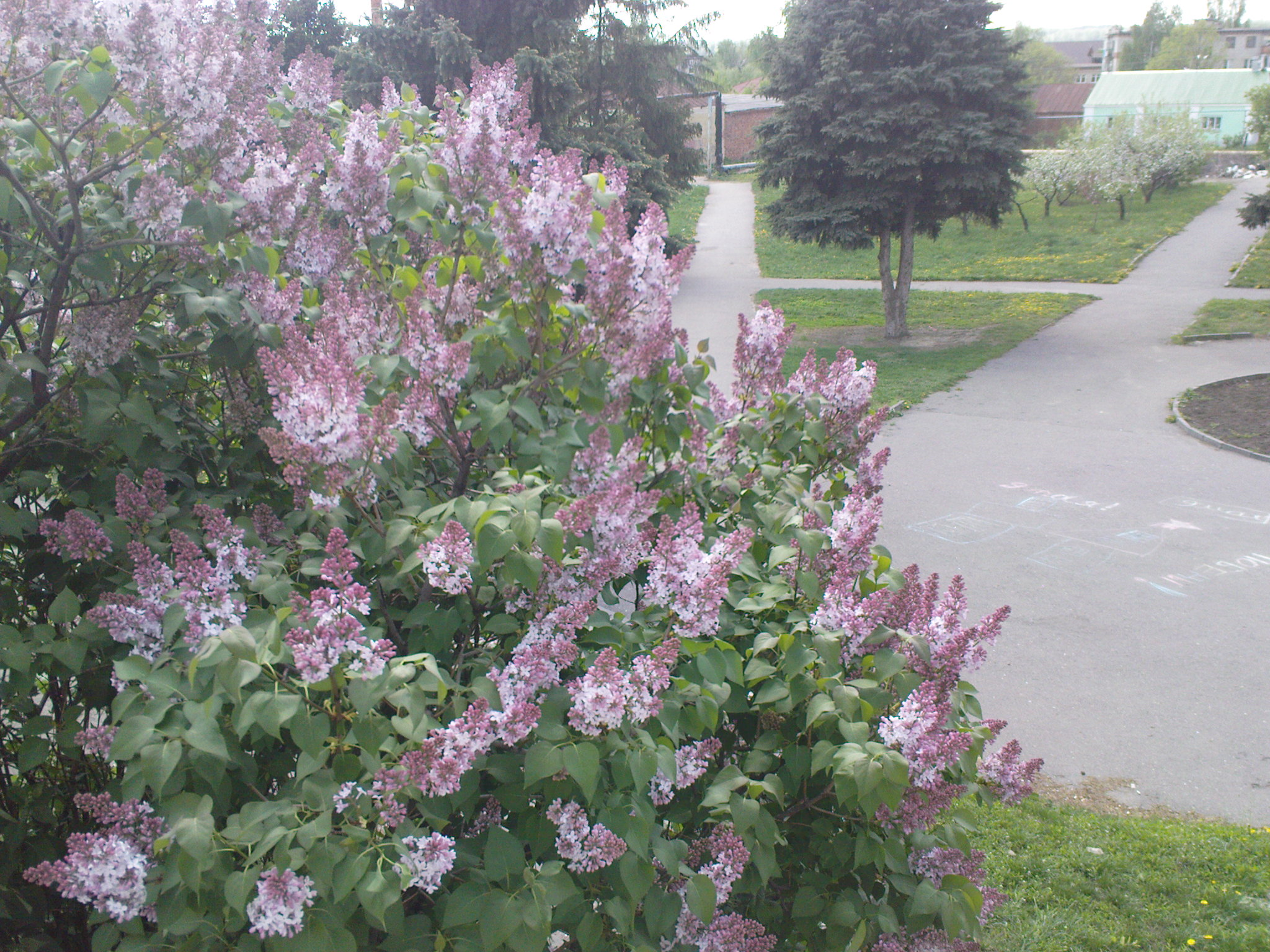
Цветущая сирень в коллекционном саду
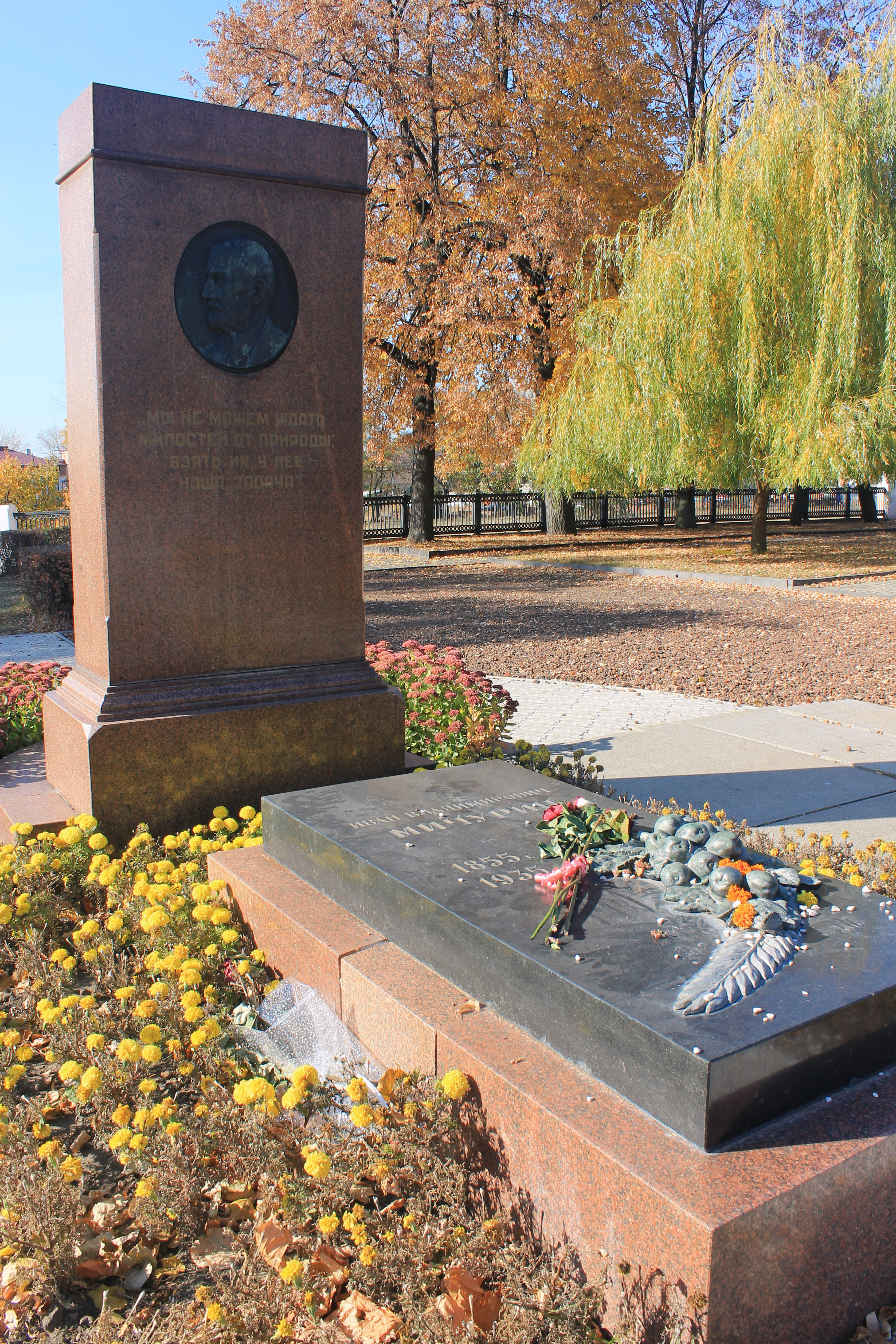
Могила И. В. Мичурина
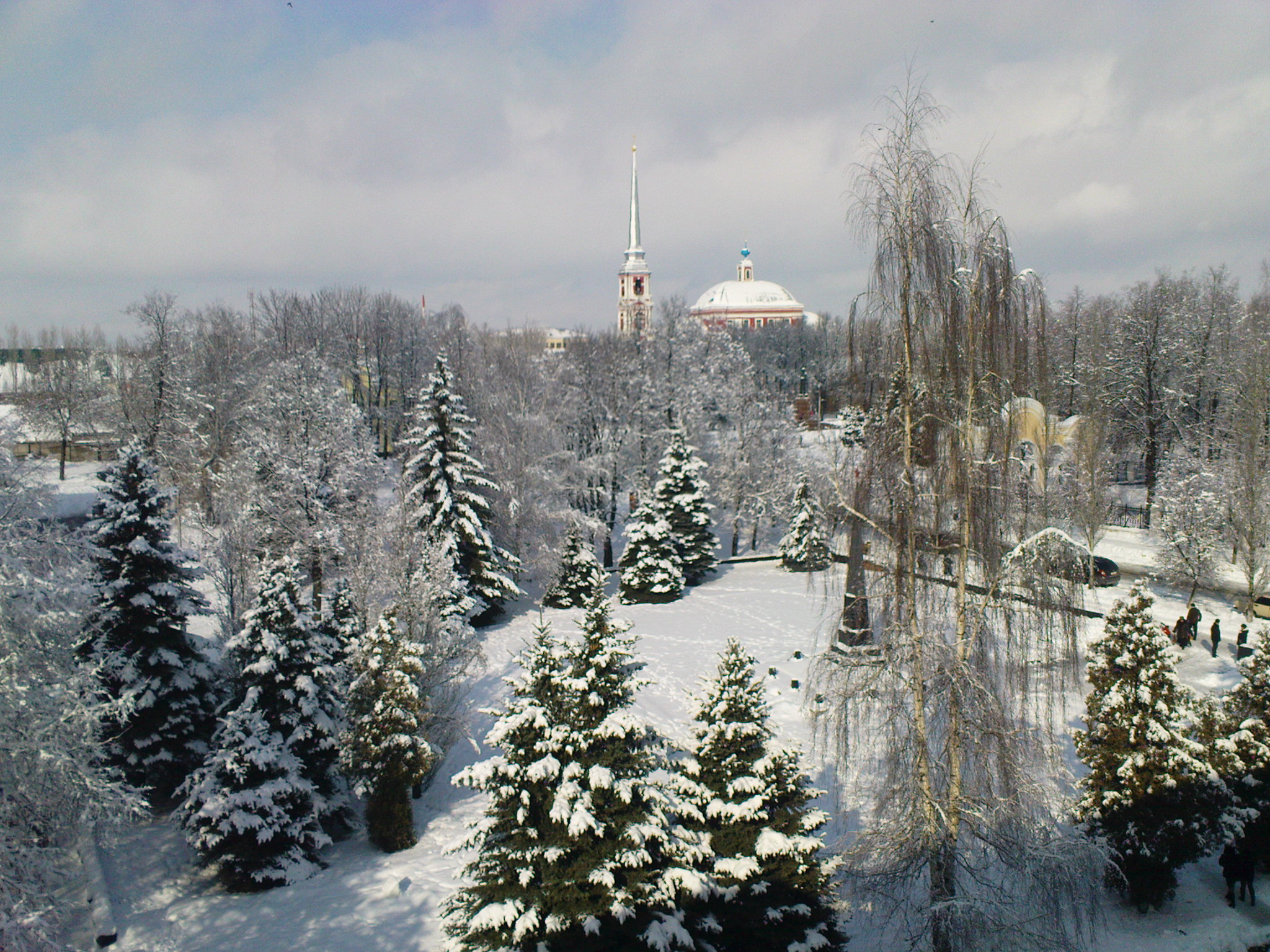
Зимний вид Мичуринска